# Meritxell Borràs i Solé
Meritxell Borràs i Solé (l'Hospitalet de Llobregat, Barcelonès, 12 d'abril de 1964) és una política catalana, directora de l'Autoritat Catalana de Protecció de Dades des del febrer de 2022.
Formada en Farmàcia i Gestió Empresarial, ha treballat en el sector farmacèutic entre 1986 i 1996. En l'àmbit de la política, va militar a Convergència Democràtica de Catalunya des de 1981 fins a la refundació del partit en l'actual Partit Demòcrata. A més, va ser fundadora de la Joventut Nacionalista de Catalunya a la seva localitat natal. D'altra banda, va ser regidora de l'Ajuntament de l'Hospitalet de Llobregat (1995-2014), portaveu del grup municipal i alcaldable en quatre ocasions; l'any 2011 la seva formació va obtenir els seus millors resultats a l'Hospitalet. D'altra banda, també ha estat diputada a la Diputació de Barcelona (1995) i és diputada del Parlament de Catalunya des de 1995 (tret d'un període entre setembre de 2003 i maig de 2005). Al llarg de les legislatures que ha estat present com a diputada, ha format part de nombroses comissions: va ser portaveu de Convergència i Unió en una de les més conegudes sobre la investigació del cas Pujol.
El 2015, amb la sortida d'Unió Democràtica de Catalunya del Govern d'Artur Mas, va ser nomenada consellera de Governació i Relacions Institucionals. Va revalidar el seu càrrec com a consellera de Governació amb la presidència de Carles Puigdemont, amb atribucions d'Administracions Públiques i Habitatge, però amb el traspàs de les competències de Relacions Institucionals al Departament d'Afers Exteriors.
En el Judici al procés independentista català fou condemnada pel Tribunal Suprem de l'estat espanyol, l'octubre de 2019, a una multa de 60.000 euros, i a inhabilitació especial d'un any i vuit mesos pel delicte de desobediència.

## Biografia
Nascuda a l'Hospitalet de Llobregat el 12 d'abril de 1964, és filla de Jacint Borràs, un dels socis fundadors de Convergència Democràtica de Catalunya i exdirectiu del FC Barcelona en els anys 70 durant la presidència d'Agustí Montal i el 2007 amb Joan Laporta. Té dos fills.
És llicenciada en Farmàcia el 1988 i màster en Gestió Empresarial el 1990 per la Universitat de Barcelona. És també diplomada en lideratge polític el 2010 per l'IESE de Madrid. En l'àmbit professional, va treballar durant set anys als Laboratoris Menarini, entre 1986 i 1994, i als laboratoris Almirall durant dos anys, entre 1995 i 1996.
Borràs és sòcia de diverses entitats i clubs: ho és d'Òmnium Cultural, de l'Assemblea Nacional Catalana i del FC Barcelona. També ho és de diverses entitats de l'Hospitalet de Llobregat, com l'Ateneu de Cultura Popular, el Casino del Centre, el Centre Catòlic de l'Hospitalet, la Fundació Sant Roc, la Coordinadora d'Associacions per la Llengua Catalana i l'Associació dels Tres Tombs.

### Activitat política
És militant del Partit Demòcrata Europeu Català, i fins al 2016 ho havia estat de Convergència Democràtica de Catalunya. Va ser la fundadora i presidenta de la Joventut Nacionalista de Catalunya (JNC) el 1981 a la seva ciutat, i membre executiu del comitè executiu nacional de la JNC com a responsable de comunicació i formació; va militar a la formació juvenil fins a l'any 1994. Actualment és membre del Consell Nacional del Partit Demòcrata, del comitè executiu nacional responsable de polítiques socials i corresponsable de l'àmbit sectorial, així com membre del secretariat permanent de la formació política.
Va ser regidora de l'Ajuntament de l'Hospitalet de Llobregat entre 1995 i 2014. Va ser portaveu del grup municipal de Convergència i Unió, des de 1998, i alcaldable a localitat en quatre ocasions: 1999, 2003, 2007 i 2011, i en els darrers d'aquests comicis va aconseguir els millors resultats de la formació l'any 2011 amb una representació de quatre regidors, tot i que no va aconseguir mai al Partit dels Socialistes de Catalunya a l'Ajuntament sí que va aconseguir trencar la seva majoria absoluta, si bé CiU no va tenir l'oportunitat d'entrar a governar a la ciutat. Borràs va ser substituïda al consistori hospitalenc per Jordi Monrós i Ibáñez.
D'altra banda, va ser diputada a la Diputació Provincial de Barcelona el 1995, i diputada al Parlament de Catalunya des de 1995 per Convergència i Unió i després per CDC. És considerada una diputada amb un bon rendiment, que treballa eficientment les tasques de les quals s'encarrega. En l'exercici del càrrec ha estat una de les adjuntes al portaveu de CiU i s'ha ocupat d'un important projecte com és la Llei del Servei d'Ocupació de Catalunya. Al llarg de les legislatures en les quals ha exercit de diputada ha estat membre d'un bon nombre de comissions: la Comissió d'Economia, Finances i Pressupost, de la Comissió de Control de l'Actuació de la Corporació Catalana de Mitjans Audiovisuals, de la Comissió de Medi Ambient i Habitatge, de la Comissió de Benestar i Immigració, de la Comissió de Treball, Indústria, Comerç i Turisme i de la Comissió de Salut. A més, també s'ha ocupat de temes delicats com la comissió d'investigació sobre corrupció i frau fiscal; les interpel·lacions i preguntes referents al Consorci Sanitari de Lleida, i darrerament ha estat la portaveu de CiU a la comissió d'investigació del cas Pujol.
Gràcies a la seva feina parlamentària, Borràs va anar augmentant el seu pes i importància a la cambra catalana i va esdevenir una de les mans dretes del president Artur Mas. El 22 de juny de 2015 va substituir a Joana Ortega com a consellera de Governació i Relacions Institucionals fruit de la remodelació del Govern realitzada pel president Mas, per la sortida dels membres d'Unió Democràtica de Catalunya de l'executiu. El 13 gener de 2016 va ser nomenada consellera de Governació, Administracions Públiques i Habitatge del nou govern presidit per Carles Puigdemont, i va prendre possessió del càrrec el 14 de gener.

### Causa judicial
El 27 d'octubre de 2017 després que el Parlament de Catalunya proclamés la República Catalana, el Senat va aprovar les mesures proposades pel govern a l'empara de l'article 155 de la Constitució Espanyola, entre elles la destitució del President de la Generalitat de Catalunya i tot el seu govern de Catalunya, inclosa Meritxell Borràs. Immediatament després va ser publicat en el Boletín Oficial del Estado.
El 2 de novembre de 2017 vuit membres del Govern català, entre ells la mateixa Meritxell Borràs, Oriol Junqueras, Jordi Turull, Josep Rull, Carles Mundó, Raül Romeva, Dolors Bassa, Joaquim Forn i l'exconseller Santi Vila, declararen davant la jutgessa de l'AN Carmen Lamela. El fiscal, Miguel Ángel Carballo va sol·licitar presó incondicional per a tots els membres del Govern català inclosa Meritxell Borràs. El 4 de desembre va sortir en llibertat sota fiança després que la seva causa passés al Tribunal Suprem. Està processada per malversació de fons i desobediència.
A l'espera del judici, va abandonar la primera línia política i el setembre de 2018 va publicar el dietari 34 dies de tardor i 1 de primavera, on relata el temps que va estar tancada a la presó d'Alcalá Meco juntament amb Dolors Bassa.
En el marc del Judici al procés independentista català, que va acabar el 14 d'octubre de 2019 amb una sentència que imposava dures penes a la majoria de processats, Borràs, conjuntament amb els dos altres consellers que no estaven en presó preventiva, Carles Mundó i Santi Vila, fou condemnada a una multa de 60.000 euros, i a inhabilitació especial d'un any i vuit mesos per desobediència.

## Obres
- 34 dies de tardor i 1 de primavera: diari de presó’’, 2018. Editorial Símbol, Sant Cugat del Vallès. ISBN 978-8415315568